# لین کیرو
 لین کیرو (انگلیسی: Lynn Kiro؛ زاده ۶ اوت ۱۹۹۵) یک تنیس‌باز اهل آفریقای جنوبی است. 